# Zeres
Zeres – starożytna hebrajska miara długości, równa około 22,2 cm. 
Występuje w Biblii (1 Sm 17:4, Ez 43:13, Iz 40:12). W "Biblii Tysiąclecia" jest tłumaczona jako "piędź"